# Mary Poppinsová
Mary Poppinsová je kniha pro děti a mládež od australské autorky žijící ve Velké Británii Pamely Lyndon Traversové. Dílo vyšlo v Anglii roku 1934, jeho první český překlad roku 1975. Příběh vypráví o rodině Banksových z domu č. 17 v Třešňové ulici. Pan a paní Banksovi pro své čtyři ratolesti Janu, Michala, Barborku a Jeníčka hledají novou chůvu. Právě, když začne vát východní vítr, se u dveří objeví Mary Poppinsová. Na první pohled důstojná dáma se dětem ihned zalíbí. A to ještě netuší, jaká dobrodružství s novou chůvou zažijí. Po úspěchu knihy napsala autorka dalších sedm románů o Mary Poppinsové a vzniklo také několik adaptací.

## Děj
Kniha je rozdělena do 12 kapitol. V každé z nich zažívají sourozenci Jana, Michal, Barborka a Jeníček a Mary Poppinsová spoustu dobrodružství. Kniha o Marry Poppinsové snoubí fantazii s každodenností. Dílo má i hlubší zákonitosti fantazie, ke kterým spisovatelka dospěla studováním mýtů a legend. Kniha nenásilnou formou poučuje a seznamuje se základními pravidly slušnosti a vzbuzuje dojem, že vše, co děláme, a to i ten nejmenší čin, má svůj smysl. Výchovně pak působí nejen na děti, ale nutí k zamyšlení i dospělého čtenáře.

### Kapitola 1: Východní vítr
Tato úvodní kapitola nás seznamuje s tím, kde se nachází Třešňová ulice s domem č. 17, ve které bydlí rodina Banksových, která má čtyři děti. Příběh vypráví o tom, jak rodina hledala novou chůvu. Ta se ozvala na inzerát a objevila se před domem ve chvíli, kdy vál východní vítr. Okamžitě se všem zalíbila. Hned na úvod zaujala děti tím, že vyjela po zábradlí nahoru, zaujala je i svou taškou z koberce, která ač se zdála být prázdná, Mary z ní vyndala všechny potřebné věci včetně stoličky. Další záhadou pak byla lahvička s nápisem Před spaním, ze které nalévala každému to, na co měl chuť. Když se jí děti zeptaly, jak tu bude dlouho, řekla že do té doby, než se změní vítr.

### Kapitola 2: Volný den
V tomto příběhu měla Mary volný den. Vyšla si tedy na procházku za prodavačem zápalek. Když bylo krásné počasí, pan Bret maloval místo toho obrázky na chodník. Ten den bylo krásně, tak maloval. Mary Poppinsová si obrázky prohlížela a jeden se jí moc zalíbil. Vstoupili tedy společně do něj a tam pojedli koláčky, popili čaj a projeli se na koních z kolotoče. Když pak vyšli z obrazu ven, všechno co tvořilo prostředí okolo nich, zmizelo. Zbyl jen namalovaný obraz.

### Kapitola 3: Chechtavý plyn
V tomto příběhu se Jana, Michal a Mary Poppinsová vydají na návštěvu ke strýčkovi. On ten den slavil narozeniny a to se mu vždycky přihodí prapodivná věc. Když se směje, začne se vznášet u stropu. To samé se stalo ten den i jeho návštěvě. I děti a Mary se vznášeli u stropu a společně tam všichni popíjeli čaj. Teprve myšlenka na návrat je vrátila zpět na zem.

### Kapitola 4: Andy slečny Larkové
Tento příběh je o pejskovi sousedky Larkové, který se jmenoval Andy. Tento pejsek byl moc opečováván a vůbec se mu to nelíbilo. Paní Larková s ním chodila ke kadeřníkovi, nosil kabátky a jedl samé dobroty. Jednoho dne se podařilo pejskovi utéct, a když se vrátil, přivedl si s sebou svého kamaráda z ulice. Kladl si podmínky svého návratu a překladatelku mu děla Mary Poppinsová. Nakonec si vše vymohl a se svým kamarádem Vilibaldem se uvelebili v ložnici paní Larkové.

### Kapitola 5: Kráva, která tancovala
Jednou bolel Janu zub, tak zůstala ležet v posteli. Michal si sedl k oknu a vyprávěl Janě o všem, co se dělo venku. Najednou viděl na ulici krávu. Když se o ní úsměškem zmínil, Mary řekla, že tu krávu zná a začala dětem vyprávět příběh. Tato kráva se jmenuje Černucha a bydlela na velké louce plné pampelišek, a také tam měla telátko. Každý den jen spásala pampelišky, ale jednoho dne se roztancovala a nemohla týden přestat. Šla tedy ke králi pro radu, a ten jí poradil, aby přeskočila měsíc, že to přejde, že má na rohu napíchlou padající hvězdu, a ta jí nutí tancovat. Kráva skočila a opravdu jí to přestalo nutit tancovat. V klidu se najedla a její život se vrátil do starých kolejí. Po čase jí však začalo tancování chybět, tak si šla pro radu k matce Mary Poppinsové. Prý to půjde jen s padající hvězdou. A tak jí kráva vyrazila hledat do světa.

### Kapitola 6: Ošklivý úterek
Kapitola vypráví o Michalovi, který ten den měl podivný pocit, a stále ho něco nutilo zlobit a být zlý ke svým blízkým. Mary Poppinsová vzala odpoledne děti do parku. Najednou uviděla na zemi lesklý předmět a tak řekla Michalovi, aby jí ho přinesl. Když ho přinesl, Mary s ním pootočila a se slovy sever se najednou ocitli na severním pólu u kamaráda medvěda, otočila podruhé a ocitli se v džungli. Tam je zdravil papoušek. Po třetím otočení se ocitli na travnaté pasece obklopené bambusovým lesem, kde spala Panda. Při čtvrtém otočení se ocitli na dlouhém bílém břehu, kde je přivítali dva delfíni. Posledním otočením se všichni ocitli zase zpět v parku. Večer si Michal kompas bez dovolení vzal a otočil rychle čtyřikrát tak, jak Mary Poppinsová. Najednou se za ním ozvalo funěním, a když se otočil, všechna čtyři zvířata stála za ním, a byla naštvaná. Michal zavřel oči a začal volat o pomoc. Když však oči otevřel, ležel v posteli a Mary Poppinsová mu podávala teplé mléko.

### Kapitola 7: Holubí babička
Příběh vypráví o procházce do města za tatínkem. U katedrály seděla paní, která prodávala krmení pro holuby za dvě pence. I děti si koupily a ptáčky nakrkmily.

### Kapitola 8: Paní Corryová
Mary Poppinsová vyrazila s dětmi nakupovat. Úplně nakonec se zastavili pro perníčky v jednom zajímavém krámku. Prodávaly tam dvě obrovské sestry, na které neustále křičela jejich drobná matka paní Corryová. Když začali Jeníček a Barborka plakat, ta paní si ulomila dva prsty a podala je dětem místo lízátka. Prsty jí okamžitě dorostly. Janě a Michalovi pak prodala perníčky, na kterých byly hvězdičky. Děti si je uložily doma. Jednoho večera je však Mary Poppinsová vzala a společně s paní Corryovou, Anny a Fany, je nalepily na oblohu, kde začaly nádherně svítit a blikat.

### Kapitola 9: Jeníček a Barborka
Tento příběh vypráví o Jeníčkovi a Barborce, kteří trávili odpoledne doma společně s Mary Poppinsovou. Leželi v postýlkách a povídali si se špačkem, který přilétl do jejich pokoje a sedl si na postýlku. Jak si tak povídali, přišla řeč i na to, že Jana a Michal už řeči špačka nerozumí. Děti se zlobily, že jim špaček a Mary říkají, že až budou starší, že také nebudou rozumět, že nebudou rozumět ani větru. Ke konci příběhu se to vyplní. Špaček se vrátí po nějakém čase z dovolené a místo toho, aby si s ním děti povídaly jako dříve, začaly mluvit skutečně. Jediný, komu to zůstalo na celý život, byla Mary Poppinsová.

### Kapitola 10: Měsíc v úplňku
Na počátku tohoto příběhu má Mary špatnou náladu a tak pošle děti brzy do postýlek. Po nějaké chvilce však Jana a Michal uslyší za dveřmi hlas, který je nabádá k tomu, aby vstali a šli za ním. Děti tedy jdou za ním a ten hlas je zavede do ZOO. Ten večer je tam však všechno zvláštní. V klecích jsou lidé a krmí je zvířata. Od medvěda se dozví, že se toto děje jen tehdy, když na narozeniny vyjde úplněk. Později děti zjistí, že ty narozeniny má Mary Poppinsová, které všichni gratulují a vidí také to, že jí dá brejlovec  jako dárek svoji zlatou kůži. Ráno si děti vypráví, co se jim v noci zdálo a zjistí, že oběma se zdálo totéž, tudíž, že to asi nebyl sen. Když se na to zeptají Mary, tak ta to zapírá. Děti si však všimnou jejího zlatého pásku s věnováním od brejlovce.

### Kapitola 11: Vánoční nákupy
Jana a Michal šli spolu s Mary nakupovat dárky do nákupního centra. Když je nakoupili, Mary rozhodla, že už půjdou domů. Když tak vycházeli, zaujala je holčička v otočných dveřích. Jakmile je uviděla, rozběhla se k nim. Byla to Maja, hvězdička ze souhvězdí Plejády. Všichni ji pomohli vybrat dárečky pro jejich 6 sestřiček. Poté se Maja začala loučit, že už musí zpátky. Sama sobě si dárek nekoupila, tak ji Mary Poppinsová darovala svoje rukavičky. Maja potom vystoupila zpět do nebe.

### Kapitola 12: Západní vítr
Tato kapitola je poslední v této knize. Už na začátku se dozvíme, že se změnil vítr z východního na západní. Děti pochopily, že se budou muset loučit s Mary, že od nich odejde. Mary opravdu nebyla ve své kůži a dala děti brzy spát. I nadále je však utvrzovala, že neodejde. Jakmile zaklapla dveře, děti slyšely, jak odchází. Když se podívaly z oken, Mary se pomalu vznášela výš a výš s otevřeným deštníkem, až vyletěla vysoko a dětem se ztratila za obzorem. Michal pak našel kompas a Jana obrázek s věnováním. Bylo tam připsáno "Na shledanou". Děti tak věděly, že se s Mary neviděly naposledy.

## Postavy
Postava Mary Poppinsové ztělesňuje britsky uspořádanou, upjatou a důstojnou chůvu. Je však schopná převést veškeré dětské představy a fantazie do reality. Mary má mnoho zvláštních příbuzných, z nichž má každý nějaké nadpřirozené vlastnosti. I ona umí kouzlit, ale nikdy to nechce dětem přiznat. Odmítá se s dětmi o tom bavit, a dělá, že neví o čem mluví. Je velmi přísná, dbá na dobré mravy a děti ji milují.
- Hlavní postavy: pan Banks, paní Banksová a jejich děti Jana, Michal, dvojčátka Barborka a Jeníček, Mary Poppinsová
- Vedlejší postavy: pan Paruka (strýček Mary), slečna Larková (sousedka), paní Corryová, její dcery Fany a Anny, prodavač a malíř Bret, hvězda Maja

## Přijetí díla a interpretace
V periodiku Zlatý máj z roku 1968 se o Marry Poppinsové dočteme jako o jedinečné chůvě, která je přísná a neúprosná, ale nadaná kouzelnými schopnostmi. Dle periodika je kniha přímým pokračováním Learova klokana a Carrollova bláznivého kloboučníka. Ve všech čtyřech svazcích si čtenář přečte příběhy z denního anglického života, se spoustou fantastických detailů, které se tam dostávají velice neobyčejným způsobem. 
V periodiku Čtenář z roku 1997 je Mary Poppinsová popisována jako chůva, který nejenže létá, ale také ovládá různá kouzla a rozhodně je jí cizí suchopárnost dospělých – naopak podporuje fantazii, ukazuje magičnost v každodenním životě. Nechybí jí ale ani lidská slabost – je marnivá a někdy úsečná.
Kimberley Reynoldsová uvedla, že navzdory starším čtením, která často vidí Mary Poppinsovou jako čistou fantasy, přičemž Mary je nadpřirozený host, který přichází z „naznačeného druhotné světa“, text odpovídá spíše magickorealistickému pojetí v širším slova smyslu. Zatímco fantasy podle ní vypadá tak, že se protagonisté po skončení příběhu vracejí do reality, magický realismus je veden touhou po změně světa jako takového. Společenská proměna v Mary Poppinsové je spojena s validací dětství a sociálně marginalizovaných povolání (jako guvernantky nebo kominíci). Současně nabízí kritiku přísně regulovaného, kapitalistického a patriarchálního světa (jejž reprezentuje pan Banks a londýnské City) ve prospěch jemu nadřazené spontánnosti, smíchu a představivosti.

## Adaptace
Kniha byla zfilmována filmovou společností Walta Disneye. Dlouho trvalo, než autorka svolila k natočení filmu, a následně také, než byl film uveden do kin. Film Mary Poppins se připracoval od roku 1945 do roku 1964. Film získal 5 Oscarů. Dle V. Knora je to další z povedených Disneyovských filmů, kde chůva přenáší svěřená dítka s naprostou samozřejmostí do světa fantazie a snů, v němž nechyběli ani animovaní, roztomile praštění tučňáci. O komplikované cestě k dosažení práv k natočení filmu byl natočen film s názvem Zachraňte pana Bankse režisérem Johnem Lee. Hlavní role zde ztvárnili Tom Hanks a Emma Thompson. Do českých kin byl uveden 20. února 2014.
Kniha byla uvedena i jako muzikál, premiéru měl v Londýně v roce 2004. V České republice licenci získalo divadlo v Brně v roce 2010 jako šesté divadlo na světě. V současné době již brněnské divadlo inscenaci neuvádí, ale od premiéry do derniéry, která proběhla 23. 12. 2014, se odehrálo 239 repríz.